# Kim Chung-ha
Đây là một tên người Triều Tiên, họ là Kim.
Kim Chung-ha (tiếng Hàn: 김청하, Hanja: 金請夏, Hán-Việt: Kim Thỉnh Hạ, sinh ngày 9 tháng 2 năm 1996), được biết đến với nghệ danh CHUNG HA, tên khai sinh trước đây là Kim Chan-mi (Hangul: 김찬미, Hanja: 金澯美, Hán-Việt: Kim Xán Mỹ), sau này cô đổi tên là Kim Chung-ha, trước khi tham gia chương trình Produce 101, là một nữ ca sĩ người Hàn Quốc và cựu thành viên của nhóm nhạc nữ Hàn Quốc I.O.I.
Chungha hiện tại thuộc quyền quản lý của công ty MORE VISION ( trước đó là MNH Entertainment).
Cô được công chúng biết tới vì đứng thứ 4 chung cuộc trong cuộc thi sống còn Produce 101 của đài Mnet và ra mắt với nhóm nhạc nữ dự án hoạt động trong vòng 10 tháng có tên là I.O.I. Sau khi I.O.I tan rã, Chungha hoạt động với tư cách nghệ sĩ solo.
Tên fandom chính thức của Chungha là Byulharang (tiếng Hàn: 별하랑) mang ý nghĩa: "Các ngôi sao Byulharang sẽ luôn sát cánh, đồng hành và ở bên mặt trăng Chung Ha".

## Tiểu sử
Kim Chung-ha sinh ngày 9 tháng 2 năm 1996 tại Incheon, Hàn Quốc. Tên khai sinh của Chung Ha là Kim Chanmi, nhưng sau đó cô đã đổi tên. Chungha đã từng sống và học tập 8 năm ở Dallas, Texas, Mỹ với tên gọi Annie Kim nên rất thông thạo tiếng Anh. Cô tốt nghiệp Đại học Sejong, chuyên ngành nhảy.
Trước khi gia nhập MNH Entertainment, Chung Ha từng tham gia thử giọng cho YG Entertainment và là thực tập sinh của JYP Entertainment Cô đã thực tập được 3 năm cho đến khi ra mắt.

## Sự nghiệp

### 2015-2016: Tham giaProduce 101
Ngay từ tập đầu tiên khi tham gia chương trình, Chungha đã khiến tất cả 100 thực tập sinh và các huấn luyện viên bất ngờ với khả năng nhảy ngoạn mục. Khi đó, Chungha được huấn luyện viên Bae Yoo Jung yêu cầu nhảy trên nền nhạc của một ca khúc bất kì (freestyle dance) và cô hoàn thành xuất sắc và khiến huấn luyện viên phải nể phục. Trong những tập đầu tiên, tuy rằng Chungha tập luyện tốt và được các huấn luyện viên khen ngợi, nhưng lượt bình chọn của cô chưa được nhiều, và phải đến tập 10 sau khi màn vũ đạo do chính cô biên đạo cho bài hát Bang Bang và thực hiện màn nốt cao mà ai cũng nghĩ là Somi hát nhưng thật sự Chungha mới là người thực hiện khi ghi âm ca khúc., Chungha mới thực sự được công chúng biết đến nhiều hơn. Thậm chí, màn vũ đạo do Chungha biên đạo, được chính chủ nhân của bài hát - Jessie J đăng lên Twitter của chính mình và khen ngợi Chungha. Ngay sau đó, có rất nhiều nhóm nhảy cover theo bài hát Bang Bang cùng với vũ đạo của Chungha.
Sang đến tập 10, vị trí trong bảng xếp hạng của các thí sinh lần lượt thay đổi và Chungha được đẩy lên tới vị trí thứ 5 sau khi trình diễn bài hát Fingertips.

### 2016-2017: Ra mắt với I.O.I

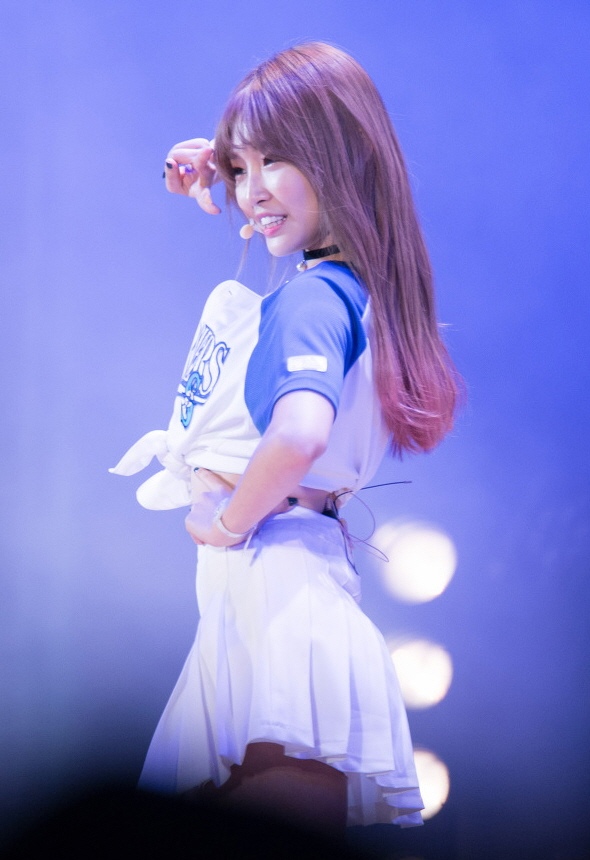
Chungha cùng với I.O.I tại buổi showcase ra mắt của nhóm

Trong tập cuối của chương trình Produce 101, Chungha xếp hạng thứ 4 chung cuộc với số bình chọn là 403,633 lượt và được ra mắt cùng nhóm nhạc nữ I.O.I.
 Ngày 4 tháng 5, cô ra mắt chính thức cùng với I.O.I trong mini album Chrysalis, cô đảm nhận vai trò nhảy chính trong nhóm.
Vào ngày 10 tháng 6, YMC Entertainment tiết lộ Kim Chung-ha là một trong bảy thành viên của I.O.I Unit, dự kiến sẽ quảng bá cho single thứ hai của nhóm, Whatta Man trong mùa hè năm 2016 với toàn bộ vũ đạo của bài hát do chính Chungha biên đạo.
Vào ngày 30 tháng 6, Chungha được xác nhận sẽ tham gia bộ phim truyền hình Entourage cùng với thành viên Lim Nayoung.
Ngày 24 tháng 7, Kim Chung-ha được tiết lộ là một thành viên mới của chương trình truyền hình sống còn Hit the stage. Cô biểu diễn trong tập "This Love" và giành được vị trí thứ 7, trong tập cuối của chương trình, cô kết thúc ở vị trí thứ sáu.
Vào ngày 17, Chungha cộng tác với 2 thành viên cùng nhóm Choi Yoojung, Jeon Somi và thành viên DIA, Heehyun trong đĩa đơn "Flower, Wind and You" được sản xuất bởi Boi B.
Vào ngày 21 tháng 12, MNH Entertainment xác nhận rằng Kim Chung-ha sẽ ra mắt như một nghệ sĩ solo vào đầu năm 2017 sau khi I.O.I tan rã.
Vào ngày 23 tháng 12, Kim Chung-ha hợp tác cùng với Heo Jung-eun và Ooon của Halo trong ca khúc "Snow In This Year" của bộ phim truyền hình Hàn Quốc, My Fair Lady.

### 2017-nay: Ra mắt solo

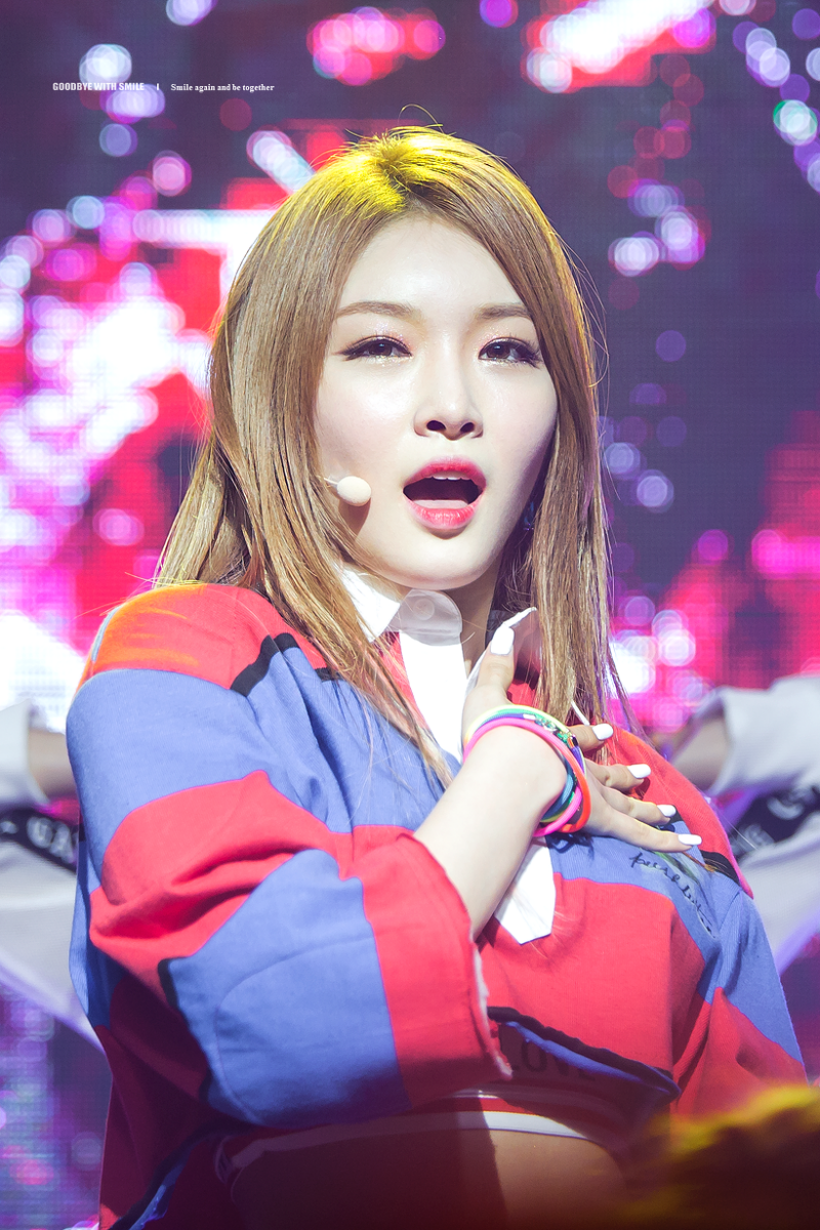
Chungha vào ngày 17 tháng 6 năm 2017.

Ngày 21 tháng 4 năm 2017, cô phát hành đĩa đơn đầu tiên "Week"
Vào ngày 7 tháng 6, Chungha đã phát hành album đầu tay "Hands on me" cùng MV cho ca khúc chủ đề "Why Don't You Know". Sau đó, cô tham gia góp giọng trong ca khúc "With U" của Kim Samuel  và trong đĩa đơn LaLaLa của Babylon.
Vào ngày 22 tháng 11 năm 2017, tập đầu tiên của chương trình thực tế của cô "Chung Ha's Free Month" được phát sóng trên Youtube và Naver TV.
Ngày 17 tháng 1 năm 2018, Chung Ha phát hành đĩa mở rộng Offset gồm 5 ca khúc, trong đó có ca khúc chủ đề "Roller Coaster". Ngày 18 tháng 7 năm 2018, Chung Ha trở lại với mini album "Blooming Blue" và MV "Love U".
Ngày 8 tháng 8, Chungha tham gia vào nhóm dự án Station Young của SM Entertainment cùng với Seulgi (Red Velvet), Soyeon ((G)-Idle) và SinB (G-Friend). Nhóm phát hành đĩa đơn "Wow Thing" vào tháng 9.
Chungha trở thành đại sứ cho Liên hoan phim Quốc tế Seoul vào tháng 10 cùng năm.
Ngày 2 tháng 1 năm 2019, Chung Ha trở lại với "Gotta Go" (벌써12시) và trong thời gian quảng bá Gotta Go (벌써12시). Chung Ha có tổng cộng 7 cup trên các chương trình âm nhạc hàng tuần.
Ngày 24 tháng 6 năm 2019,  Chung Ha trở lại với mini album thứ 4 "Flourishing".
Ngày 29 tháng 2 năm 2020, Chungha ra mắt MV 솔직히 지친다 (Everybody Has) trong dự án 'New.wav' của công ty.
Ngày 27 tháng 4 năm 2020, Chungha phát hành Pre-Release Single #1 [Stay Tonight] với bài hát chủ đề cùng tên.
Ngày 30 tháng 5 năm 2020 Chungha ra mắt MV '여기 적어줘 (My Friend)' (Feat.pH-1) được sáng tác bởi Zion.T.
Ngày 6 tháng 7 năm 2020 Chungha phát hành Pre-Release Single #2 [PLAY] với bài hát Play hợp tác với rapper Changmo.
Ngày 23 tháng 9 năm 2020 Chungha cùng với ca sĩ người Đan Mạch cho ra mắt bài hát Bad Boy và 6 sau đó ngày họ phát hành MV cho bài hát. Họ đã thắng giải Nghệ sĩ của năm mảng nhạc số tại Gaon Chart Music Awards lần thứ 10.
Ngày 27 tháng 11 năm 2020 Chungha hợp tác với R3HAB ra mắt bài hát Dream Of You.
Bước sang năm 2021, ngày 19 tháng 1 Chungha cho ra mắt MV X (걸어온 길에 꽃밭 따윈 없었죠) mở màn cho Studio Album sắp ra mắt.
Sau bao nhiêu sự mong mỏi chờ đợi của người hâm mô ngày 15 tháng 2 Chungha chính thức phát hành MV Bicycle trong sự háo hức của người hâm mộ.
Ngày 3 tháng 3 sắp tới đây Bi Rain sẽ thả xích MV Why Don't We có sự hợp tác của Chungha. MV hứa hẹn sẽ là một siêu phẩm nổi bật của tháng 3
Ngày 30 tháng 3 2023 do không có tiếng nói cùng xích mích trong công ty cũ là MNH Entertainment để tìm một hướng đi mới. Hiện tại công ty vẫn đang nắm giữ tài khoản Instagram cũ 5 triệu Follow cùng kênh youtube của cô.
Tháng 10 năm 2023 cô đã chấp nhận lời mời tham gia vào ngôi nhà mới là MoreVision của Jay Park

## Danh sách đĩa nhạc

### EP
| Tiêu đề             | Chi tiết | Xếp hạng cao nhất | Doanh số      |
| Tiêu đề             | Chi tiết | HQ                | Doanh số      |
| Hands on Me         | - Phát hành: 7 tháng 6 năm 2017 - Hãng đĩa: M&H Entertainment, CJ E&M Music - Định dạng: CD, Tải nhạc số                                 | 8                 | - HQ: 11,679+ |
| OffSet              | Phát hàng: 17 tháng 1 năm 2018 Hãng đĩa: MNH Entertainment và được phân phối bởi CJ E & M Music Định dạng: CD, Tải nhạc số               | 2                 |               |
| "Blooming Blue"     | Phát hành: 18 tháng 7 năm 2018 Hãng đĩa:"MNH Entertainment" và được phân phối bởi "Stone Music Entertainment" Định dạng: CD, Tải nhạc số | 5                 |               |
| Gotta Go (벌써12시) | Phát hành: 2 tháng 1 năm 2019 Hãng đĩa:"MNH Entertainment" và được phân phối bởi "Stone Music Entertainment" Định dạng: CD, Tải nhạc số  | 1                 |               |
| Flourishing         | Phát hành: 24 tháng 6 năm 2019 Hãng đĩa: MNH Entertainment và được phân phối bởi Stone Music Entertainment Định dạng: CD, Tải nhạc số    | 1                 |               |

### Đĩa đơn
| Tiêu đề | Năm  | Xếp hạng cao nhất | Doanh số (DL)  | Album                                   |
| Tiêu đề | Năm  | KOR               | Doanh số (DL)  | Album                                   |
| Hát chính                                                                                                  |      |                   |                |                                         |
| "Week" (월화수목금토일)                                                                                    | 2017 | 86                | - HQ: 28,492+  | Hands on Me                             |
| "Why Don't You Know" (feat. Nucksal)                                                                       | 2017 | 13                | - HQ: 803,566+ | Hands on Me                             |
| OffSet | 2018 | 2                 |                | Off Set                                 |
| Blooming Blue                                                                                              | 2018 | 5                 |                | Blooming Blue                           |
| Gotta Go (벌써12시) (Single)                                                                               | 2019 | 1                 |                | Gotta Go (벌써12시) (Single)            |
| Snapping                                                                                                   | 2019 | 1                 |                | Flourishing                             |
| Nghệ sĩ tham gia                                                                                           |      |                   |                |                                         |
| "There Is No Time" (DIA's Ki Hui-hyeon feat. Chung-ha)                                                     | 2017 | —                 | - HQ: —        | YOLO                                    |
| "With U" (Samuel Kim feat. Chung-ha)                                                                       | 2017 | —                 | - HQ: —        | Sixteen                                 |
| "Gather At The Lobby" (로비로 모여) (Hanhae feat. Dynamic Duo, Chung-ha và Muzie)                          | 2017 | 25                | - HQ: 99,148+  | Show Me The Money 6 Tập 2               |
| "LaLaLa" (Babylon feat. Chung-ha)                                                                          | 2017 | —                 | - HQ: —        | La Vida Loca (Đĩa đơn kĩ thuật số)      |
| Kết hợp |      |                   |                |                                         |
| "Flower, Wind and You" (꽃, 바람 그리고 너) (with DIA's Ki Hui-hyeon, I.O.I's Choi Yoo-jung và Jeon So-mi) | 2016 | 42                | - HQ: 38,862+  | Non-album single                        |
| Nhạc phim                                                                                                  |      |                   |                |                                         |
| "Snow In This Year" (với Heo Jung-eun and HALO's Ooon)                                                     | 2016 | —                 | - HQ: —        | My Fair Lady OST Part 6                 |
| "Pit-a-Pat" (두근두근)                                                                                     | 2017 | —                 | - KOR: —       | Cô nàng mạnh mẽ Do Bong-soon OST Part 4 |
| It's You                                                                                                   | 2018 | —                 |                | Where Stars Land OST Part 1             |
| "—" tức là không xếp hạng hoặc không phát hành tại khu vực đó.                                             |      |                   |                |                                         |

## Video

### Video âm nhạc
| Năm  | Tiêu đề                            | Album                        | Đạo diễn       |
| 2017 | "Week" (월화수목금토일)            | Hands on Me                  | Vikings League |
| 2017 | "Why Don't You Know"               | Hands on Me                  | Vikings League |
| 2018 | "Roller Coaster"                   | Offset                       | Vikings League |
| 2018 | "Love U"                           | Blooming Blue                | Vikings League |
| 2019 | "Gotta Go" (벌써12시)              | Gotta Go (벌써12시) (Single) |                |
| 2019 | "Snapping"                         | Flourishing                  |                |
| 2020 | "Everybody Has"                    | New.wav                      |                |
| 2020 | "Stay Tonight"                     | Maxi Singer                  | NOVVKIM        |
| 2020 | "Play"                             | Maxi Singer                  |                |
| 2021 | "X (걸어온 길에 꽃밭 따윈 없었죠)" | X                            |                |
| 2021 | "Bycicle"                          | Querencia                    |                |

## Phim

### Phim
| Năm  | Tiêu đề   | Vai trò | Kênh | Ghi chú                     |
| 2016 | Entourage | Cameo   | tvN  | Episode 1 with Lim Na-young |

### Chương trình truyền hình
| Năm  | Tiêu đề                               | Kênh              | Ghi chú                                                                                 |
| 2016 | Produce 101                           | Mnet              | Xếp hạng 4                                                                              |
| 2016 | Hit the Stage                         | Mnet              | Thí sinh                                                                                |
| 2016 | I.O.I's Mysterious City               | SBS               | Cùng với Nayoung, Jieqiong, Sohye, Yoojung, Doyeon, Somi                                |
| 2016 | LAN Cable Friends I.O.I               | Mnet              | Cùng với Nayoung, Jieqiong, Sohye, Yoojung, Doyeon, Somi                                |
| 2016 | Talents For Sale                      | KBS2, V LIVE      | Khách mời tập 1,2 cùng với I.O.I                                                        |
| 2016 | Talents For Sale                      | KBS2, V LIVE      | Khách mời tập 6                                                                         |
| 2016 | Two Yoo Project — Sugarman            | JTBC              | Khách mời tập 23 cùng với I.O.I                                                         |
| 2016 | Knowing Bros                          | JTBC              | Host tập 28 cùng với I.O.I                                                              |
| 2016 | Battle Trip                           | KBS2              | Khách mời tập 4 cùng với I.O.I                                                          |
| 2016 | SNL Korea Season 7                    | tvN               | Host tập 150 cùng với I.O.I                                                             |
| 2016 | Comedy Big League                     | tvN               | Khách mời tập 168 cùng với Sejeong, Somi                                                |
| 2016 | Good Morning                          | KBS2              | Khách mời tập 14 cùng với I.O.I                                                         |
| 2016 | Sisters' Slam Dunk                    | KBS2              | Khách mời tập 6 cùng với I.O.I                                                          |
| 2016 | With You Season 2 — The Greatest Love | JTBC              | Khách mời tập 55, 56 cùng với I.O.I                                                     |
| 2016 | Music Video Bank Stardust Season 2    | KBS2              | Khách mời tập 45 cùng với I.O.I                                                         |
| 2016 | Vitamin                               | KBS2              | Khách mời tập 629 ùng với Nayoung, Sohye                                                |
| 2016 | Hello, Our Native Language            | KBS1              | Khách mời tập 9 cùng với Nayoung, Sejeong, Somi                                         |
| 2016 | Taxi                                  | tvN               | Khách mời tập 2 cùng với I.O.I                                                          |
| 2016 | Immortal Song 2                       | KBS2              | Khách mời tập 255 cùng với I.O.I                                                        |
| 2016 | (Man Who Feeds The Dogs)              | Channel A (채널A) | Khách mời tập 30 cùng Nayoung, Jieqiong, Sohye, Yoojung, Doyeon, Somi                   |
| 2016 | After School Club                     | Arirang TV        | Khách mời tập 224 cùng Nayoung, Jieqiong, Sohye, Yoojung, Doyeon, Somi                  |
| 2016 | Hit The Stage                         | Mnet              | Tập 3 ngày 10/8, tập 4 ngày 17/8, và tập 10 ngày 28/9                                   |
| 2016 | Music Video Bank Stardust Season 2    | KBS2              | Khách mời cùng Nayoung, Jieqiong, Sohye, Yoojung, Doyeon, Somi                          |
| 2016 | Yu Hee-yeol's Sketchbook              | KBS2              | Khách mời tập 333 cùng Nayoung, Jieqiong, Sohye, Yoojung, Doyeon, Somi                  |
| 2016 | MEET&GREET                            | Mnet              | Khách mời cùng Nayoung, Jieqiong, Sohye, Yoojung, Doyeon, Somi                          |
| 2016 | Weekly Idol                           | MBC every 1       | Khách mời tập 266 cùng Nayoung, Jieqiong, Sohye, Yoojung, Doyeon, Somi                  |
| 2016 | I Can See Your Voice 3                | Mnet              | Khách mời cùng Nayoung, Jieqiong, Sohye, Yoojung, Doyeon, Somi                          |
| 2016 | The Golden Bell Challenge             | KBS1              | Khách mời tập 835 cùng Nayoung, Jieqiong, Sohye, Yoojung, Doyeon, Somi                  |
| 2016 | Hello Friends                         | KBS2              | Khách mời cùng Sohye, Yoojung, Somi                                                     |
| 2016 | STAR SHOW 360                         | MBC every 1       | Khách mời cùng Nayoung, Jieqiong, Sohye, Yoojung, Doyeon, Somi                          |
| 2016 | MEET&GREET                            | Mnet              | Khách mời cùng Nayoung, Sejeong, Jieqiong, Sohye, Yeonjung, Yoojung, Mina, Doyeon, Somi |
| 2016 | YANG and NAM SHOW                     | Mnet              | Khách mời tập 1 cùng Nayoung, Jieqiong, Sohye, Yoojung, Doyeon, Somi                    |
| 2016 | Immortal Song 2                       | KBS2              | Khách mời tập 278 cùng với I.O.I                                                        |
| 2016 | Phantom Singer                        | JTBC              | Tham luận viên khách mời tập 3 cùng Chaeyeon                                            |
| 2016 | Knowing Bros                          | JTBC              | Host tập 53 cùng với I.O.I                                                              |
| 2016 | Amigo TV                              | JTBC2             | Cùng với I.O.I                                                                          |
| 2016 | A Running Miracle                     | EBS               | MC chính từ tập 1 ngày 22/1                                                             |
| 2017 | Duet Song Festival                    | MBC               | Khách mời tập 36 với Jeon Somi                                                          |
| 2017 | Ah! Sunday - A Running Miracle        | EBS               | Host                                                                                    |
| 2017 | Show Me the Money                     | Mnet              | Ca sĩ tham gia                                                                          |
| 2017 | Weekly Idol                           | MBC Every 1       | Khách mời cùng với Sunmi                                                                |
| 2017 | King of Mask Singer                   | MBC               | Thí sinh                                                                                |
| 2017 | Please Take Care of My Vanity         | FashionN          | MC                                                                                      |
| 2017 | Chung Ha's Free Month                 | –                 | Tài liệu                                                                                |
| 2018 | K-Rush                                | KBS World         | Khách mời                                                                               |
| 2018 | Hello Counselor                       | KBS2              | Khách mời tập 394                                                                       |
| 2019 | Running Man                           | KBS2              | Khách mời tập 457 cùng với Seol In-ah                                                   |

### Radio
| Năm  | Tiêu đề | Kênh | Ghi chú |
| 2017 | Listen  | EBS  | DJ      |

## Giải thưởng và đề cử

### Mnet Asian Music Awards
| Năm  | Đề cử / Tác phẩm | Giải thưởng                 | Kết quả   |
| ---- | ---------------- | --------------------------- | --------- |
| 2017 | Kim Chung-ha     | Best New Female Artist      | Đề cử     |
| 2017 | Kim Chung-ha     | Qoo10 Artist of the Year    | Đề cử     |
| 2017 | Kim Chung-ha     | Best of Next                | Đoạt giải |
| 2018 | Kim Chung-ha     | Best Dance Performance Solo | Đoạt giải |
| 2018 | Kim Chung-ha     | Best Female Artist          | Đề cử     |

### Melon Music Awards
| Năm  | Đề cử / Tác phẩm | Giải thưởng     | Kết quả |
| ---- | ---------------- | --------------- | ------- |
| 2017 | Kim Chung-ha     | Best New Artist | Đề cử   |

### Golden Disc Awards
| Năm  | Đề cử / Tác phẩm | Giải thưởng            | Kết quả      |
| ---- | ---------------- | ---------------------- | ------------ |
| 2018 | Kim Chung-ha     | New Artist of the Year | Chưa công bố |
| 2018 | Kim Chung-ha     | Popularity Award       | Chưa công bố |

### Seoul Music Awards
| Năm  | Đề cử / Tác phẩm | Giải thưởng          | Kết quả      |
| ---- | ---------------- | -------------------- | ------------ |
| 2018 | Kim Chung-ha     | New Artist Award     | Chưa công bố |
| 2018 | Kim Chung-ha     | Popularity Award     | Chưa công bố |
| 2018 | Kim Chung-ha     | Hallyu Special Award | Chưa công bố |

### Giải thưởng khác
| Năm  | Giải thưởng              | Hạng mục    | Đề cử | Kết quả   | Ghi chú |
| ---- | ------------------------ | ----------- | ----- | --------- | ------- |
| 2017 | Korea First Brand Awards | Female Idol | —     | Đoạt giải | [ 45 ]  |

## Chương trình âm nhạc

### The Show
| Năm  | Ngày       | Bài hát     |
| ---- | ---------- | ----------- |
| 2022 | 19 tháng 7 | "Sparkling" |

### Show Champion
| Năm  | Ngày      | Bài hát    |
| ---- | --------- | ---------- |
| 2019 | 9 tháng 1 | "Gotta Go" |
| 2019 | 3 tháng 7 | "Snapping" |

### M Countdown
| Năm  | Ngày       | Bài hát    |
| ---- | ---------- | ---------- |
| 2019 | 10 tháng 1 | "Gotta Go" |
| 2019 | 4 tháng 7  | "Snapping" |
| 2019 | 18 tháng 7 | "Snapping" |

### Music Bank
| Năm  | Ngày       | Bài hát    |
| ---- | ---------- | ---------- |
| 2019 | 18 tháng 1 | "Gotta Go" |
| 2019 | 5 tháng 7  | "Snapping" |

### Show! Music Core
| Năm  | Ngày       | Bài hát    |
| ---- | ---------- | ---------- |
| 2019 | 12 tháng 1 | "Gotta Go" |
| 2019 | 19 tháng 1 | "Gotta Go" |
| 2019 | 16 tháng 2 | "Gotta Go" |
| 2019 | 6 tháng 7  | "Snapping" |

### Inkigayo
| Năm  | Ngày       | Bài hát    |
| ---- | ---------- | ---------- |
| 2019 | 13 tháng 1 | "Gotta Go" |
| 2019 | 7 tháng 7  | "Snapping" |